# 細川律夫
細川 律夫（ほそかわ りつお、1943年〈昭和18年〉8月8日 - ）は、日本の政治家、弁護士。
厚生労働大臣（第13代）、厚生労働副大臣（鳩山由紀夫内閣・菅直人内閣）、衆議院決算行政監視委員長、同環境委員長、衆議院議員（7期）、第89代裁判官弾劾裁判所長、民主党国会対策委員長代理などを歴任した。

## 来歴

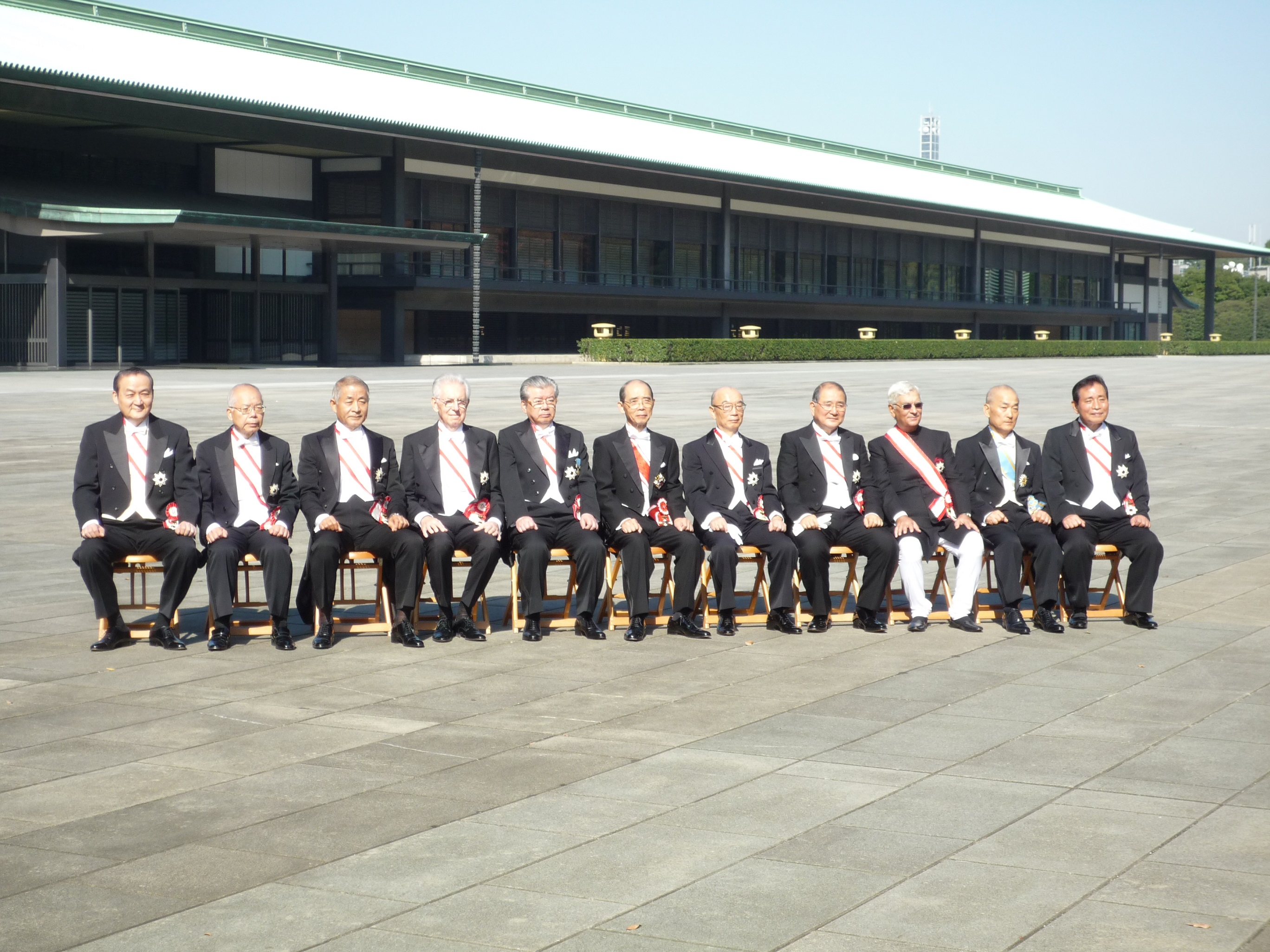
2015年11月5日、大綬章の親授式後の記念写真にて（右から4人目）

高知県吾川郡吾北村（のちの高知県吾川郡いの町）出身。高知学芸高等学校を経て、1966年、明治大学法学部を卒業。卒業後、司法試験に合格し、1974年に弁護士登録（埼玉弁護士会）。1981年、越谷総合法律事務所を開設。大森勧銀事件の被告人の弁護を手がけ、冤罪を晴らし逆転無罪を勝ち取った。
その後、2回連続で総選挙に立候補するが落選。1990年、旧埼玉4区から日本社会党公認で出馬して初当選。その後、社会民主党を経て、1996年、旧民主党の結成に参加した。
1998年、旧民主党、民政党、新党友愛、民主改革連合が合流した民主党の結党に参加。2003年8月、静岡空港建設反対の国会議員署名活動で署名者に加わった。2005年6月、東アジア諸国との新たな関係を築くために日本の近現代史の再検討を行う目的で民主党内に設けられた「日本の近現代史調査会」の事務局長に就任。同年7月、民主党難病対策推進議員連盟に参加。2008年1月、在日韓国人をはじめとする永住外国人住民の法的地位向上を推進する議員連盟に参加。
鳩山由紀夫内閣、菅直人内閣で厚生労働副大臣を務め、菅直人改造内閣では長妻昭に代わり、副大臣から昇格する形で厚生労働大臣に就任。
2010年9月29日、中国建国記念レセプションに出席した。2011年発足の再改造内閣で厚生労働大臣を留任。同年9月に発足した野田内閣では政府から離れ、民主党の代議士会長に就任した。
2012年12月16日投開票の第46回衆議院議員総選挙では、埼玉3区の小選挙区で出馬するも、自由民主党新人の黄川田仁志に敗れ落選。比例復活もならず、7期続いていた衆議院議員の議席を失った。
2014年12月14日投開票の第47回衆議院議員総選挙では、埼玉3区の小選挙区で出馬するも、比例復活もならず再び落選。投開票日翌日、ホームページ上で政界引退を表明した。後継は山川百合子。
2015年11月、旭日大綬章受章。
2019年4月、国民民主党の推薦で中央選挙管理会委員に就任（2022年まで）。

## 年譜
- 1962年 - 高知学芸高等学校卒業
- 1966年 - 明治大学法学部卒業

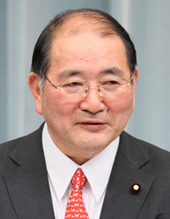
厚生労働大臣就任時の会見にて

- 1974年 - 弁護士登録（埼玉弁護士会）
- 1981年 - 越谷総合法律事務所開設
- 1990年 - 第39回衆議院議員総選挙で初当選
- 1996年9月 - 旧民主党の結成参加
- 1998年
  - 4月 - 民主党の結成参加
  - 11月 - 民主党藤前干潟問題プロジェクトチーム事務局長
- 1998年12月 - 交通事故問題を考える国会議員の会事務局長
- 1999年10月 - 衆議院環境委員長（2000年6月まで）
- 2000年1月 - 民主党解散・総選挙の実施を求める運動本部事務局次長
- 2003年1月 - 衆議院予算委員会筆頭理事（2004年5月まで）
- 2004年5月 - 衆議院決算行政監視委員長（2009年7月まで）
- 2005年
  - 6月 - 日本の近現代史調査会事務局長
  - 11月、衆議院予算委員会筆頭理事（2006年9月まで）
- 2006年9月 - 衆議院倫理選挙特別委員会筆頭理事（2009年7月まで）
- 2008年12月 - 民主党非正規雇用対策プロジェクトチーム座長
- 2009年9月 - 厚生労働副大臣（鳩山由紀夫内閣）
- 2010年
  - 6月 - 厚生労働副大臣（菅直人内閣）
  - 9月 - 厚生労働大臣（菅直人第1次改造内閣・菅直人第2次改造内閣）
- 2012年12月 - 第46回衆議院議員総選挙で落選
- 2014年12月 - 第47回衆議院議員総選挙で落選
- 2019年4月 - 中央選挙管理会委員（2022年まで）[6]

## 政策・主張
- 永住外国人への地方選挙権付与にどちらかと言えば賛成[7]。
- 選択的夫婦別姓制度導入を、同制度導入の民主党案作成にもかかわるなど、積極的に推進している[8]。なお、2014年時点の調査への回答では、「どちらかと言うと賛成」としている[9]。
- 戦後補償問題について、自身を第二次世界大戦前及び大戦中の強制連行・強制労働問題について真の解決を望む立場と位置づけ、戦後補償問題に誠実な対応をしてきたとは思えないと質問主意書を提出している[10]。

## 政治活動

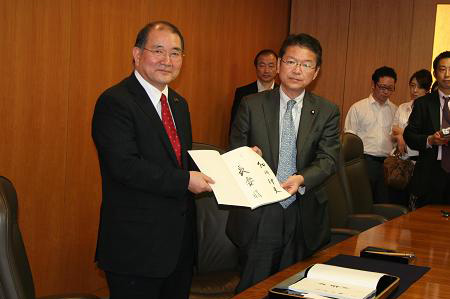
2010年9月21日、新旧厚生労働大臣の事務引き継ぎにて長妻昭（右）と

### ネクスト法務大臣として
- 2007年12月7日、鳩山邦夫法務大臣が藤沢市母娘ら5人殺害事件の犯人ら3名の死刑を執行したことについて、遺憾の意を発表した[11]。
- 2009年2月26日、他人名義のパスポートにより、日本に不法入国した家族が法務省に在留特別許可を求めている問題について、ジャパンタイムズのインタビューで、"If I were justice minister, I would do my best to allow them stay in Japan."（もし私が法務大臣なら、彼らに日本在留許可を下すために全力を尽くすだろう） と述べている[12]。

### 厚生労働副大臣として
- 2009年1月15日、製造業への労働者派遣を禁止することを柱とした労働者派遣法改正案を今国会に提出することを発表した[13]。
- 政府の緊急雇用対策本部内に設置された「緊急雇用創造チーム」のリーダーに就任。介護・農林・地域NPOなどが参加する社会的企業の3分野での雇用創出に意欲を見せた[14]。

- 2010年10月12日の衆議院予算委員会の質疑において、自民党の河野太郎から厚生労働省の天下りの実態について質問されたが、事前の質問通告がなかったことを理由に答弁を回避した。また翌13日の予算委員会でも、自民党の西村康稔から子ども手当の支給額及び支給の時期について質問されたが、ここでも事前の質問通告がなかったことを理由に答弁を回避した。
- 大学病院等の協力による電子カルテ等データ活用計画について、2011年2月3日、衆議院予算委員会で「来年度の予算案に医療情報データベース基盤整備事業を盛り込んだ」と再開を報告した[15]。なお大学への病院情報システムの新規導入は、2009年から2年程度停止していた。
- 子ども手当の趣旨について、2011年2月8日の衆院予算委員会で鳩山由紀夫内閣総理大臣が「自民党の児童手当とは、趣旨・制度の内容が異なる」としてきた趣旨を撤回し、「子どもの成育を支援する現金給付政策である点で児童手当と共通する」との認識を強調した。
- 子ども手当の財源については「地方の負担」（養控除の廃止による地方の増収分）を求める方針を強調し、第45回衆議院議員総選挙のマニフェストである「全額国庫負担」を履行を主張する枝野幸男内閣官房長官と対立した[16]。
- 2011年3月4日、参議院予算委員会にて自民党の世耕弘成から、専業主婦の国民年金3号被保険者切り替え忘れ問題で、 2010年12月に厚生労働省の担当課長が通達で救済策を出した事について「知らなかった。不明を恥じる」と陳謝した[17]。この通達では、過去2年間を遡及して払込めば「国民年金を満額支給する」内容であった為、「きちんと支払いした人が不公平だ」との不満が続出。この救済策では、国民年金法を改正せず「課長通知」で済ましてしまった点を問題視、さらにその申請を受理してしまった人には「磁気テープが金融機関に送られており、振込を止めるのは不可能だ」と答弁した[18]。また細川は2011年3月10日の参議院予算委員会で、監督不行き届きの責任をとり就任から同年4月までの自らの大臣俸給を返納することを表明。公明党の草川昭三が身を引くべきと追及したことに対し、「3号被保険者の不整合を解決し、年金に対する国民の信頼を取り戻すことが責務」としてその考えがないことを述べた[19]。

### 厚生労働大臣として
- 厚労省の「毎月勤労統計」の不正調査問題では2004年以後の歴代厚労相13人の政治責任も問われ、現職の根本匠は大臣報酬などを自主返納すると発表したが、夕刊フジでは歴代厚労相12人に対して厚労相時代に受け取った報酬を返す意思があるかと質問したところ、細川は「回答しかねる。元大臣として責任を感じるが今後どんな展開になるかわからない為」と答えた[20]。

### 国会活動
- 2002年4月8日、衆議院予算委員会で行われた鹿野道彦衆議院議員の元秘書による贈賄事件をめぐる参考人質疑で、鹿野議員の責任を質した[21]。
- 2006年2月17日、民主党の党本部で緊急記者会見を開き、衆議院予算委員会において永田寿康議員がライブドア前社長の堀江貴文容疑者から武部勤自民党幹事長の次男に選挙コンサルタント料が払われたと追及した根拠となった、堀江容疑者から武部氏の次男への振込みを指示したメールのコピーを公開した。細川は国会法104条にもとづいて、資金が振り込まれた銀行口座の元帳の提出請求などと合わせてメールも提出することとして理事会で交渉してきた経緯を語った。そして、メールの存在そのものを否定される状況となったため提出することとしたと述べた[22]。
- 2006年5月19日、衆議院法務委員会における組織犯罪処罰法の改正についての審議で、「与党から2回も修正案が出てくること自体が、この法案がいかに問題があるかということの、明らかな証明ではないか」と主張し、同法案の撤回を求めた[23]。
- 2007年5月13日、衆議院に最低賃金法の改正案（各地域の地域最低賃金を平均で1000円とするもの）を提出した[24]。

### 細川が筆頭提出者であった法案
- 雇用保険法改正案
- 内定取消規制法案
- 労働者派遣法改正案
- 道路運送法改正案
- タクシー適正化特措法案
- 交通基本法案
- 死因究明法案
- 法医科学研究所法案
- 児童ポルノ法改正案

## 人物
- 「南越谷阿波踊り」にはりっちゃん連の名で毎年地元連の一員として参加している[25]。
- 選出選挙区の埼玉3区は、越谷市と草加市が選挙区であり、越谷市を地盤とする民主党の細川と、元草加市長で自民党の今井宏が毎回激突していた。尚、今井は2009年の第45回衆議院議員総選挙で細川に敗れ、政界からの引退を表明した。
- 金丸信が東京佐川急便事件で政治資金規正法違反に問われたものの略式起訴となった際、東京地方検察庁にハガキ攻勢をかけ、厳正な対処をするよう働きかける「告発はがき」運動に取り組んだ[26]。
- 叔父二人が戦死していることもあり、靖國神社には日を決めず不定期に参拝していると2011年8月15日に述べている[27]。閣僚として終戦の日や春季・秋季例大祭に参拝したことはない。
- 第171回国会において提出された議員提出法案約40本のうち、細川が提出者であった法案が8本、うち筆頭提出者であった法案が6本で、これは全議員中最多数[28]。また継続審議となっていた法案36本中、細川が筆頭提出者であった法案が3本あり、前述の新規提出分とあわせると、第171回国会で審議された衆法中9本の筆頭提出者が細川で、この数字も全議員中最多数[28]。
- 趣味はスポーツ、特にソフトボール・水泳。

## 著書

### 単著
- 『法律家の見た新しい中国』、1978年
- 『生活を10倍楽しくする法律情報』（現代書林）、1986年
- 『新市民時代の選択』（現代書林）、1996年

### 共著
- 松永憲生、大森勧銀事件弁護団（1979年）『逆転無罪 宿直行員殺し』 現代史出版会

## 団体・議員連盟
- イクメン議員連盟（顧問）
- 在日韓国人をはじめとする永住外国人住民の法的地位向上を推進する議員連盟
- 交通事故問題を考える国会議員の会（事務局長）
- 民主党難病対策推進議員連盟
- 日本弁護士連合会

## 叙勲
- 2015年11月、旭日大綬章受章。

## 家族
- 二男：細川威（たけし） - 埼玉県議会議員（立憲民主党・当選1回）[29]